# 34. Arany Málna-gála
A 34. Arany Málna-gálán (Razzies) – az Oscar-díj paródiájaként – az amerikai filmipar 2013. évi legrosszabb filmjeit, illetve azok alkotóit díjazták kilenc kategóriában. A „győztesek” kihirdetésére a 86. Oscar-gála előtti napon, 2014. március 1-jén került sor a santa monicai Magicopolisban. Az értékelésben – egy kategória kivételével – az USA 47 államában és 19 külföldi országban élő közel 750  filmrajongó, kritikus, újságíró és filmes szakember G.R.A.F.-tag  vett részt. A legrosszabb filmes páros kategória jelöltjeit ez évben a nagyközönség választotta ki a Rotten Tomatoes szervezésében.
A díjra történt jelöléseket 2014. január 15-én hozták nyilvánosságra. A 2013-as Egyesült Államok-béli filmtermésből a legtöbb jelölést az Adam Sandler producerségében és főszereplésével készült Nagyfiúk 2. kapta: 9 kategóriában 9 díjra jelölték; a legrosszabb női főszereplő kategóriában ugyan nem, de a legrosszabb férfi mellékszereplő kategóriában Nick Swardson és Taylor Lautner is jelölve lett. Az év legrosszabbjai között tartották számon, és 6-6 jelölést kapott A Föld után, a Movie 43: Botrányfilm, valamint A Madea Christmas című vígjáték. A válogatás érdekessége, hogy Gore Verbinski A magányos lovas című kalandfilmje, amelyet ezzel egyidejűleg két Oscar-díjra is jelöltek, öt Arany Málna-jelölést kapott.
Az Adam Sandler nevével fémjelzett Nagyfiúk 2. végül is egyetlen „kézzel-sprayjel festett trófeát” sem kapott, viszont 3-3 díjat „érdemelt ki” a A Föld után és a Movie 43: Botrányfilm, s további egyet-egyet a A Madea Christmas, A magányos lovas és Temptation: Confessions of a Marriage Counselor.

## Díjazottak és jelöltek
| „Győztes” |

| Kategória                                                  | „Győztesek” és jelöltek |
| ---------------------------------------------------------- | --- |
| Legrosszabb film                                           | Movie 43: Botrányfilm, producer: Charles B. Wessler, Peter Farrelly, Ryan Kavanaugh, John Penotti (Relativity Media) |
| Legrosszabb film                                           | A Föld után, producer: James Lassiter, Will Smith (Columbia) |
| Legrosszabb film                                           | A Madea Christmas, producer: Ozzie Areu, Jennifer Booth, Tyler Perry (Lionsgate) |
| Legrosszabb film                                           | A magányos lovas, producer: Jerry Bruckheimer, Gore Verbinski (Disney) |
| Legrosszabb film                                           | Nagyfiúk 2., producer: Jack Giarraputo, Adam Sandler (Columbia) |
| Legrosszabb előzményfilm, remake, koppintás vagy folytatás | A magányos lovas, producer: Jerry Bruckheimer, Gore Verbinski (Disney) |
| Legrosszabb előzményfilm, remake, koppintás vagy folytatás | Horrorra akadva 5., producer: David Zucker, Phil Dornfeld (The Weinstein Company) |
| Legrosszabb előzményfilm, remake, koppintás vagy folytatás | Hupikék törpikék 2., producer: Jordan Kerner (Columbia/Sony Pictures Animation) |
| Legrosszabb előzményfilm, remake, koppintás vagy folytatás | Másnaposok 3., producer: Daniel Goldberg, Todd Phillips (Warner Bros.) |
| Legrosszabb előzményfilm, remake, koppintás vagy folytatás | Nagyfiúk 2., producer: Jack Giarraputo, Adam Sandler (Columbia) |
| Legrosszabb férfi főszereplő                               | Jaden Smith – A Föld után, mint Kitai Raige |
| Legrosszabb férfi főszereplő                               | Johnny Depp – A magányos lovas, mint Tonto |
| Legrosszabb férfi főszereplő                               | Ashton Kutcher – Jobs – Gondolkozz másképp, mint Steve Jobs |
| Legrosszabb férfi főszereplő                               | Adam Sandler – Nagyfiúk 2., mint Lenny Feder |
| Legrosszabb férfi főszereplő                               | Sylvester Stallone – Fejlövés, Szupercella és A kiütés, mint James "Bobo" Bonomo, Ray Breslin, illetve Henry "Razor" Sharp |
| Legrosszabb női főszereplő                                 | Tyler Perry – A Madea Christmas, mint Madea |
| Legrosszabb női főszereplő                                 | Halle Berry – A hívás és Movie 43: Botrányfilm, mint Jordan Turner, illetve Emily |
| Legrosszabb női főszereplő                                 | Selena Gomez – Versenyfutás az idővel, mint The Kid |
| Legrosszabb női főszereplő                                 | Lindsay Lohan – Vétkek völgye, mint Tara |
| Legrosszabb női főszereplő                                 | Naomi Watts – Diana és Movie 43: Botrányfilm, mint Diána walesi hercegné, illetve Samantha Miller |
| Legrosszabb férfi mellékszereplő                           | Will Smith – A Föld után, mint Cypher Raige |
| Legrosszabb férfi mellékszereplő                           | Chris Brown – Az év csatája, mint Rooster |
| Legrosszabb férfi mellékszereplő                           | Larry the Cable Guy – A Madea Christmas, mint Buddy |
| Legrosszabb férfi mellékszereplő                           | Taylor Lautner – Nagyfiúk 2., mint Frat Boy Andy |
| Legrosszabb férfi mellékszereplő                           | Nick Swardson – Nagyfiúk 2. és A Haunted House, mint Nick Hilliard, illetve Chip a médium |
| Legrosszabb női mellékszereplő                             | Kim Kardashian – Temptation: Confessions of a Marriage Counselor, mint Ava |
| Legrosszabb női mellékszereplő                             | Salma Hayek – Nagyfiúk 2., mint Roxanne Chase-Feder |
| Legrosszabb női mellékszereplő                             | Katherine Heigl – A nagy nap, mint Lyla Griffin |
| Legrosszabb női mellékszereplő                             | Lady Gaga – Machete gyilkol, mint El Chameleón harmadik arca |
| Legrosszabb női mellékszereplő                             | Lindsay Lohan – Horrorra akadva 5. és InAPPropriate Comedy, mindkettőben önmagát alakítva |
| Legrosszabb filmes páros / legrosszabb szereplőgárda       | Will Smith és Jaden Smith - apa és fia, A Föld után nepotista bolygóján |
| Legrosszabb filmes páros / legrosszabb szereplőgárda       | Lindsay Lohan és Charlie Sheen – Horrorra akadva 5. |
| Legrosszabb filmes páros / legrosszabb szereplőgárda       | Movie 43: Botrányfilm teljes szereplőgárdája |
| Legrosszabb filmes páros / legrosszabb szereplőgárda       | Nagyfiúk 2. teljes szereplőgárdája |
| Legrosszabb filmes páros / legrosszabb szereplőgárda       | Tyler Perry és Larry the Cable Guy vagy annak elhasználódott parókája és ruhája - A Madea Christmas |
| Legrosszabb rendező                                        | A tizenhármak (Elizabeth Banks, Steven Brill, Steve Carr, Rusty Cundieff, James Duffy, Griffin Dunne, Peter Farrelly, Patrik Forsberg, Will Graham, James Gunn, Bob Odenkirk, Brett Ratner és Jonathan van Tulleken), akik a Movie 43: Botrányfilmet rendezték |
| Legrosszabb rendező                                        | Dennis Dugan – Nagyfiúk 2. |
| Legrosszabb rendező                                        | Tyler Perry – A Madea Christmas és Temptation: Confessions of a Marriage Counselor |
| Legrosszabb rendező                                        | M. Night Shyamalan – A Föld után |
| Legrosszabb rendező                                        | Gore Verbinski – A magányos lovas |
| Legrosszabb forgatókönyv                                   | Movie 43: Botrányfilm, írta: Steve Baker, Ricky Blitt, Will Carlough, Tobias Carlson, Jacob Fleisher, Patrik Forsberg, Will Graham, James Gunn, Claes Kjellstrom, Jack Kukoda, Bob Odenkirk, Bill O'Malley, Matthew Alec Portenoy, Greg Pritikin, Rocky Russo, Olle Sarri, Elizabeth Wright Shapiro, Jeremy Sosenko, Jonathan van Tulleken, valamint Jonas Wittenmark |
| Legrosszabb forgatókönyv                                   | A Föld után, írta: M. Night Shyamalan és Gary Whitta, Will Smith ötletéből |
| Legrosszabb forgatókönyv                                   | A Madea Christmas, írta: Tyler Perry |
| Legrosszabb forgatókönyv                                   | A magányos lovas, írta: Justin Haythe, Ted Elliott és Terry Rossio (Ted Elliott, Terry Rossio és Justin Haythe ötletére, Fran Striker és George W. Trendle The Lone Ranger c. tévésorozata (1949–1957) alapján) |
| Legrosszabb forgatókönyv                                   | Nagyfiúk 2., írta: Adam Sandler, Tim Herlihy és Fred Wolf |

### A kategóriákban előforduló filmek
| Jelölés | Díj | Magyar cím                | Eredeti cím                                     |
| ------- | --- | ------------------------- | ----------------------------------------------- |
| 9       | 0   | Nagyfiúk 2.               | Grown Ups 2                                     |
| 6       | 3   | A Föld után               | After Earth                                     |
| 6       | 1   | –––                       | A Madea Christmas                               |
| 6       | 3   | Movie 43: Botrányfilm     | Movie 43                                        |
| 5       | 1   | A magányos lovas          | The Lone Ranger                                 |
| 3       | 0   | Horrorra akadva 5.        | Scary Movie 5                                   |
| 2       | 1   | –––                       | Temptation: Confessions of a Marriage Counselor |
| 1       | 0   | A hívás                   | The Call                                        |
| 1       | 0   | –––                       | A Haunted House                                 |
| 1       | 0   | A nagy nap                | The Big Wedding                                 |
| 1       | 0   | A kiütés                  | Grudge Match                                    |
| 1       | 0   | Az év csatája             | Battle of the Year                              |
| 1       | 0   | Diana                     | Diana                                           |
| 1       | 0   | Fejlövés (film, 2012)     | Bullet to the Head                              |
| 1       | 0   | Hupikék törpikék 2.       | The Smurfs 2                                    |
| 1       | 0   | –––                       | InAPPropriate Comedy                            |
| 1       | 0   | Jobs – Gondolkozz másképp | Jobs                                            |
| 1       | 0   | Machete gyilkol           | Machete Kills                                   |
| 1       | 0   | Másnaposok 3.             | The Hangover Part III                           |
| 1       | 0   | Szupercella (film, 2013)  | Escape Plan                                     |
| 1       | 0   | Versenyfutás az idővel    | Getaway                                         |
| 1       | 0   | Vétkek völgye             | The Canyons                                     |